# Мария Каналс-Барера
Мария Каналс-Барера (на английски: Maria Canals-Barerra) е американска актриса.

## Биография
Родена е в Маями като Мария Пилар Каналс (на английски: María Pilar Canals) на 28 септември 1966 г.
Тя е от кубински произход и владее свободно испански език. Получава диплома от театралното училище към Маямския университет и известно време работи в театри в Маями и Лос Анджелис. Дебютът ѝ в телевизията е през 1993 г.
Участва в сериала „Магьосниците от Уейвърли Плейс“ и филма „Магьосниците от Уейвърли Плейс“, както и във филмите „Camp Rock“ и „Camp Rock“ 2, озвучавала е Момичето-ястреб в „Лигата на справедливостта“.

## Личен живот
Каналс-Барера живее със съпруга си актьора Давид Барера и двете им дъщери Бриджит и Маделин в Лос Анжелис, Калифорния, докато по-голямата част от по-широкия кръг на семейството все още живее в Маями, Флорида.